# موتور سرحدی
موتور سرحدی، روستایی در دهستان دهکهان بخش مرکزی شهرستان کهنوج در استان کرمان ایران است.

## جمعیت
بر پایه سرشماری عمومی نفوس و مسکن در سال ۱۳۹۵، جمعیت این روستا برابر با ۱۲۸ نفر (۲۷ خانوار) بوده‌است.